# Mahábhárat
Pohoří Mahábhárat (nepálsky महाभारत श्रृंखला mahābhārat śrinkhalā) známé též jako Nižší či Malý Himálaj (anglicky Lower Himalayan Range) je velké východo-západní horské pásmo Himálaje, které se zdvíhá do výšky od 3700 do 4500 m. Jeho hřeben je souběžný s hlavním a podstatně vyšším pásmem Himálaje. Táhne se od řeky Indu v Pákistánu přes severní Indii, Nepál, Sikkim a Bhútán. Avšak východně od Bhútánu, jak se obě horská pásma přiblíží k Brahmaputře, začínají být těžko rozlišitelná. Hřeben Mahábháratu je souběžný i s nižším pásmem Siváliku, který se táhne na jih od něj.
Téměř neobydlené jižní svahy Himáčalu jsou velmi příkré, což je způsobeno geologickým zlomem zvaným "Main Boundary Thrust". Severní svahy Mahábháratu jsou natolik mírné, že umožňují existenci horských pastvin a terasovitých polí. Ve výškách nad 2000 m hustota osídlení slábne a zemědělství založené na pěstování obilnin ustupuje sezónnímu pastevectví a pěstování plodin snášejících chlad, jako jsou brambory.
Většina etnik obývajících Mahábhárat, jako jsou Névárci, Magarové, Gurungové, Támangové, Ráiové a Limbuové, patří do tibetobarmské jazykové rodiny, nicméně nejpočetnější skupinu tvoří indoevropští Nepálci a jim příbuzní horalé v Indii (zvaní tam souhrnně Pahárí), příslušníci kast bráhmanů a kšatrijů (nepálsky čhétrí). Nižší oblasti na jih od zlomu bývaly kdysi zamořené malárií. Obývaly je skupiny původních obyvatel, u nichž se vyvinula přirozená imunita, etnikum Tháruů.
Pohoří Mahábhárat tvoří významný hydrografický předěl, který protíná relativně málo řek. Vodní toky, jež odvodňují Himálaj, vytvářejí rozvětvený systém řek stékajících na jih k severním svahům Mahábháratu, jímž se prořezávají kaňony velkých řek, jako je Ghághra na západě, Gandak v centrální části a Kósí na východě.